# Karine Payette
Karine Payette est une artiste pluridisciplinaire québécoise. Elle est née en 1983 à Montréal, où elle vit et travaille. Elle est représentée par la galerie montréalaise Art mûr.

## Biographie
Elle complète des études de baccalauréat en enseignement des arts visuels et médiatiques ainsi qu’une maîtrise en arts visuels et médiatique en 2012, à l’université du Québec à Montréal.
Elle utilise principalement les médiums de la photographie, la vidéo, et l’installation, à travers ses œuvres crée des environnements dans lesquels elle questionne le milieu dans lequel vivent les spectateurs.

Anne Philippon écrit à propos de sa pratique : 
« Lorsque Karine Payette s’amuse à construire des mises en scène saisissantes, elle le fait par la récupération de matériaux recyclés et d’objets manufacturés. Par le biais du ludisme et de l’utilisation fantaisie d’objets banals, elle joue et déjoue notre vision des choses, afin de nous faire réfléchir sur l’instabilité de la matière et des formes avec lesquelles nous cohabitons. […] Baigné dans un univers trouble et ludique où l’ordre des choses a été bouleversé, le spectateur, confronté à des scènes anonymes et génériques, est amené à se questionner sur les répercussions que pourraient avoir les frontières de sa demeure sur lui. »
Elle réalise une résidence dans le centre d’artiste Sagamie à Alma. Elle est aussi récipiendaire de plusieurs prix et bourses du Conseil des arts et des lettres du Québec, du Conseil des arts du Canada.

## La question animale chez Karine Payette
Depuis 2016, le travail de l'artiste Karine Payette s'attarde aux questions éthiques soulevées par le rapport complexe que l'être humain entretient avec l'animal non humain. L'artiste se penche sur les tensions qui caractérisent le lien entre l'être humain et les animaux domestiques ou sauvages, souvent marqué par des dynamiques de domination, d'asservissement de l'animal. L'exposition De part et d'autre présentée en Abitibi-Témiscamingue et à Montréal en 2016, se trouve à être la première exposition de l'artiste entièrement consacré à la question animale. Dans les oeuvres présentées, Payette réfléchit entre autres aux postures de pouvoir favorisées par l'humain dans le rapport à l'animal. Elle y explore autant la domestication que l'emprise qui caractérise cette relation avec l'Autre, tout comme l'hybridation interespèce, qui laisse planer le doute.
La seconde exposition de Payette se penche sur la relation complexe de l'être vivant à son habitat, qu'il soit humain ou non humain. Rappelant la notion de dispositif spatial, l'artiste s'efforce de rendre compte de l'isolement, de la captivité auxquels sont contraints de nombreux animaux non humains sauvages. Explorant tour à tour les tensions entre absence et présence, Espaces sans espèces, présenté à la Maison des arts de Laval en 2019 propose de "revisiter le regard humain" pour faire changer les perspectives.

## Expositions (sélection)

### Expositions individuelles
- 2010 : « Faire son nid », Maison de la culture Frontenac, Montréal, QC, Canada[8]
- 2012 :
  - « L’autre dimanche matin », Le lieu, centre en art actuel, Québec, QC, Canada[2]

« Confort instable », Galerie de l'UQAM, Montréal, QC, Canada
- 2016 :
  - « Capture », Spinnerei, Leipzig, Allemagne[10]
  - « La Capture », Centre d'exposition Raymond-Lasnier, Trois-Rivières, QC, Canada[11]
  - « De part et d’autre », L’Écart, lieu d’art actuel, Rouyn-Noranda, QC, Canada[12]
  - « De part et d’autre », Galerie Art Mûr, Montréal, QC, Canada[13]
- 2017 : « L’ombre d’un doute », Centre Expression, Saint-Hyacinthe, QC, Canada, commissaire Anne Philippon[14]
- 2018 : CIRCA art actuel, Montréal, QC, Canada[15]
- 2019 : « Espace sans espèce », Maison des arts de Laval, salle Alfred-Pellan, Laval, QC, Canada, commissaire Anithe de Carvalho[16]

### Expositions collectives
- 2007 :
  - « Printemps/plein temps », Galerie de l’UQAM, Montréal, QC, Canada[17]
  - « Paramètres », Galerie de l’UQAM, Montréal, QC, Canada[18]
- 2009 :
  - « Lieux composés », Musée d’art contemporain des Laurentides, Saint-Jérôme, QC, Canada, commissaire Andrée Matte
  - Art souterrain, Montréal, QC, Canada, commissaire Frédéric Loury
- 2010 : « Estiv’art au musée », Musée d’art contemporain des Laurentides, Saint-Jérôme, QC, Canada
- 2011 :
  - « Assortiment », Les Ateliers Jean-Brillant, Montréal, QC, Canada
  - « Le ludisme dans la sculpture », Galerie SAS, Montréal, QC, Canada, commissaires Olivier Bousquet et Frédéric Loury
- 2012 :
  - « Gare aux gorilles », Maison de culture Côtes-des-Neiges, Montréal, QC, Canada, commissaire Robert Dufour[19]
  - « Objets de tous les désirs », Galerie SAS, Montréal, QC, Canada, commissaire Olivier Bousquet
  - « L’engin », invitée du Collectif non-maison, édifice Saint-Vallier le Soleil, Manif d’art 6 - Biennale de Québec, Québec, QC, Canada, commissaires Pierre-luc Brouillette, Patrick Dubé, Hugo Nadeau, François Raymond[20]
- 2013 :
  - « À distance perdue », Centre Bang, Chicoutimi, QC, Canada
  - « Agir », Symposium international d’art contemporain de Baie-Saint-Paul, Baie-Saint-Paul, QC, Canada, commissaire Serge Murphy[21]
  - « Quand l’art se prête au jeu », Maison Hamel-Bruneau, Québec, QC, Canada, commissaire Arianne Cloutier[22]
  - « Le temps s’est arrêté », Galerie Hugues Charbonneau, Montréal, QC, Canada[23]
- 2015 : « Jouer le décor », Château de Goulaine, Nantes, France[24]
- 2016 : « Faux-semblants », Centre d’exposition Lethbridge, St-Laurent, Québec, QC, Canada, commissaire Catherine Barnabé[25]
- 2017 :
  - « Metamorphosis », Galerie Art Mûr, Berlin, Allemagne, commissaire Anaïs Castro[26]
  - « Canada Now: The tip of the iceberg/La pointe de l’Iceberg », Art Bermondsey Projet Space, Londres, Angleterre, commissaire Anaïs Castro[27]
  - « Mnémosyne », Musée des beaux-arts de Montréal, Montréal, QC, Canada, commissaires Geneviève Goyer-Ouimette[28]
  - Pavlov, « L’Art de la joie », Centre Matéria, Manif d'art 8 – La biennale de Québec, Québec, QC, Canada, commissaire Alexia Fabre[29]
- 2022 : Espace sans espèces III, « les illusions sont réelles », Musée national des beaux-arts du Québec, Manif d’art 10 – Biennale de Québec, Québec, QC, Canada[30],[31]

## Collection
- Musée d’art contemporain de Baie-Saint-Paul
- Musée national des beaux-arts du Québec[32]
- Musée des beaux-arts de Montréal[33]

## Monographie
Anne Philippon, Ron Rosset Bénédicte Ramade, Karine Payette: Point de bascule / Tipping point, 2021, Longueuil, CÉAC